# هاروهیکو یامانوچی
هاروهیکو یامانوچی (به انگلیسی: Haruhiko Yamanouchi) (زاده ۲۷ مارس ۱۹۴۶) بازیگر ژاپنی-ایتالیایی است.
از فیلم‌های معروف او می‌توان به بازی در فیلم ولورین، گورباچف، ۲۰۱۹، پس از سقوط نیویورک، خرسی به نام آرتور و همه مردان بی‌کفایت اشاره کرد.